# Добра-Поляна
Добра-Поляна (болг. Добра поляна) — село в Болгарии. Находится в Бургасской области, входит в общину Руен. Население составляет 747 человек (2022).

## Политическая ситуация
В местном кметстве Добра-Поляна, в состав которого входит Добра-Поляна, должность кмета (старосты) исполняет Смаил Вейсел Мехмед (Движение за права и свободы (ДПС)) по результатам выборов.
Кмет (мэр) общины Руен — Дурхан Мехмед Мустафа (Движение за права и свободы (ДПС)) по результатам выборов.